# Paid-To-Click
Paid-To-Click o Pay-To-Click (en español: Pago por clic) es un modelo de negocios o tipo de empresas basado en la publicidad en internet. En este tipo de negocio, un sitio Paid To Click (o PTC) actúa como intermediario entre un anunciante (que desea visitas y paga una suma por las impresiones de sus anuncios), y unos visitantes, quienes se registran en el sitio PTC, deben visitar la publicidad y ganan parte del dinero que pagó el anunciante. 

## Modelo de negocio
Además del pago por hacer clic en anuncios, la mayoría de los sitios de PTC ofrecen una comisión a sus miembros si consiguen que se registren nuevos miembros nombrándoles a ellos como referencia al registrarse en el sitio (de forma similar a muchos programas de afiliación), ya sea en forma de comisión por registro nuevo, o un porcentaje de los clics que hacen sus referidos como una comisión continua.
Los sitios PTC generan sus ganancias no solo de la parte que se llevan del precio pagado por el anunciante, sino que gran parte de la ganancia para el PTC puede provenir de la venta directa de referidos o "paquetes de mejora" a sus miembros (que les harán cobrar más por clic, etc.).
Esto ha llevado a la proliferación de estafas (scams) o esquemas Ponzi que usan negocios PTC como tapadera, en los que los miembros son animados a comprar referencias que no son realmente humanos, o paquetes de mejora que no ofrecen ningún valor real. Además, algunos sitios pueden solicitar que sus usuarios paguen una tarifa "de actualización" antes de poder cobrar sus ganancias acumuladas, y luego no pagar a dichos usuarios. Las estafas, aunque son expuestas en diversos foros de PTC, siguen siendo muy utilizadas para los recién llegados, que se sienten atraídos a dichos sitios a través de buscadores. Hay sitios de estafas mediante PTC que son conocidos por atraer a nuevos usuarios con ofertas baratas para las actualizaciones y referidos, y luego desaparecer sin dejar rastro después de un corto tiempo.
Se ha discutido la viabilidad del modelo de negocio PTC, ya que los clics fraudulentos de usuarios que realmente no estaban interesados en el anuncio, han aumentado los costes para los anunciantes. Al llevar éstos a juicio a las compañías de buscadores, Google, Yahoo y otros se han visto empujados a determinar qué clics son válidos y cuáles son fraudulentos.

## Denominación en español
No se debe confundir con la otra acepción publicitaria de Pago por clic en español como traducción del término inglés Pay-Per-Click, que es una forma de calcular tarifas de publicidad en internet, en la que el costo del anuncio es proporcional al número de visitantes que hagan clic en el anuncio; es decir, Paid-To-Click se refiere a que al visitante se le paga para hacer clic, mientras que Pay-Per-Click se refiere a que el anunciante solo pagará por los clics que se hagan en su anuncio.